# Gara Suceava Nord
Gara Suceava Nord, cunoscută și sub denumirea de Gara Ițcani, este o gară de cale ferată din municipiul Suceava (în nord-estul României). A fost construită în anul 1871 în satul Ițcani (pe atunci localitate de frontieră între Austro-Ungaria și Regatul României, astăzi cartier al Sucevei). Între anii 1871–1918 Gara Ițcani a fost gară de frontieră austriacă. În prezent, ea se află situată pe strada Gării nr. 4.
Gara Suceava Nord–Ițcani a fost inclusă în Lista monumentelor istorice din județul Suceava, elaborată în anul 2004, având codul de clasificare  SV-II-m-B-05468.

## Istoric

### Construirea gării. Perioada austriacă
La 28 octombrie 1869 a fost inaugurată și pusă în exploatare linia de cale ferată Cernăuți–Ițcani, în lungime de 89 de kilometri și care avea ca stație terminus satul Ițcani (localitate de frontieră între Austro-Ungaria și Regatul României). Prin această cale ferată, orașul Suceava a fost legat de alte centre importante din Bucovina.
O lună și jumătate mai târziu, la 25 decembrie 1869, a fost deschis traseul feroviar Suceava–Roman. Granița austro-română era situată între Gara Ițcani (astăzi Gara Suceava Nord) și Gara Burdujeni (actualmente Gara Suceava). În prezent, Ițcani și Burdujeni sunt cartiere ale municipiului Suceava.
Deoarece satul Ițcani era localitate de frontieră, funcționa aici un pichet de grăniceri și un punct vamal. Administrația căilor ferate austriece a construit aici o gară destul de grandioasă la acea vreme, tocmai pentru a fi o carte de vizită a Austro-Ungariei. Edificiul Gării Ițcani a fost ridicat, în stilul neogotic al gărilor din Europa Centrală, de doi antreprenori austrieci – C. Gall și F. Ronchetti, constructorii căii ferate Roman–Burdujeni–Ițcani–Cernăuți, și a fost dat în exploatare în anul 1871.

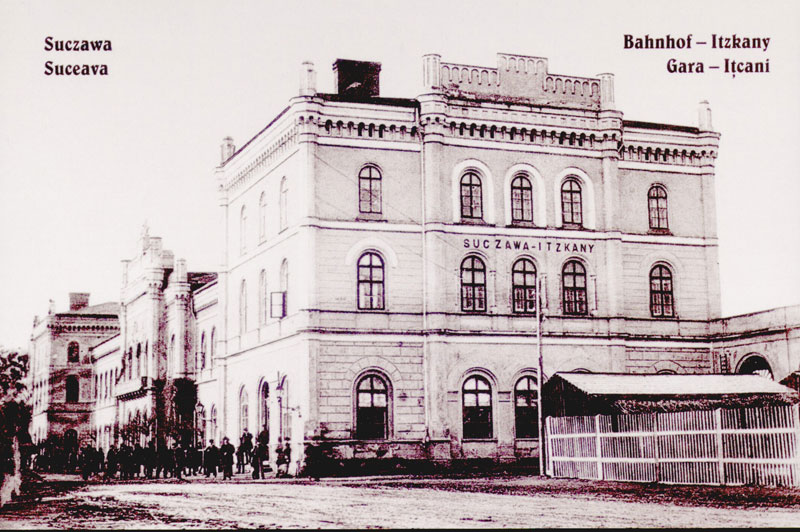
Gara Ițcani în perioada administrării sale de către autoritățile din Austro-Ungaria

În acea perioadă, austriecii, prin intermediul companiei feroviare Lemberg–Czernowitz–Jassy Eisenbahn (LCJE – în traducere „Calea ferată Liov–Cernăuți–Iași”), au investit în dezvoltarea sistemului feroviar din zona Bucovinei pentru că voiau să intensifice comerțul cu vite. În timp, Gara Ițcani s-a dovedit a fi o investiție extrem de bănoasă, documentele vremii arătând că investitorul austriac și-a recuperat banii.
„Atunci, Gara Ițcani avea un trafic extrem de intens. La aproape doi ani după ce a fost dată în funcțiune, compania Lemberg și-a recuperat integral investiția făcută în construirera gării. Deci, putem trage în mod cert concluzia că această gară a funcționat foarte bine.”—Arhitect Viorel Blănaru
Clădirea Gării Ițcani este o construcție cu două niveluri, fiind realizată după modelul unor gări austriece ale vremii respective din zona central-europeană, într-un autentic stil romantic, caracterizat printr-un plan dreptunghiular, bolți pe arce de ogivă, arce și arcade frânte la cheie, creneluri și turnulețe de colț, de factură neogotică. Peronul gării este acoperit și are o feronerie frumos lucrată. Gara impresionează prin măreția formelor și bogăția elementelor arhitecturale de factură neogotică.
„În anul 1871, când a fost pusă în funcțiune, era cea mai frumoasă gară de la est de Carpați. Ulterior au apărut gara din Brăila, care este tot foarte frumoasă, și gara din cartierul Burdujeni al municipiului Suceava.”—Arhitect Viorel Blănaru
Lângă Gara Ițcani a fost construit și un depou de locomotive, care era unul dintre cele mai mari din zona Bucovinei. În jurul gării s-au construit locuințe ale personalului feroviar care se ocupa de întreținerea căii ferate. Din anul 1881 și până în anul 1902, Guvernul Regatului României a închiriat de la guvernul austriac jumătate din stația Ițcani, pentru a o folosi drept gară și vamă românească la vechea frontieră.
Până în anul 1918, clădirea gării a servit drept un important nod feroviar în traficul de călători și mărfuri pentru tranzitul în interiorul Austro-Ungariei, dar și pentru Regatul României. Ea reprezenta punct de frontieră între Vechiul Regat și Austro-Ungaria, pe teritoriul austriac, în timp ce pe teritoriul României gara corespondentă era cea din Burdujeni (dată în funcțiune în 1902).

### Perioada românească

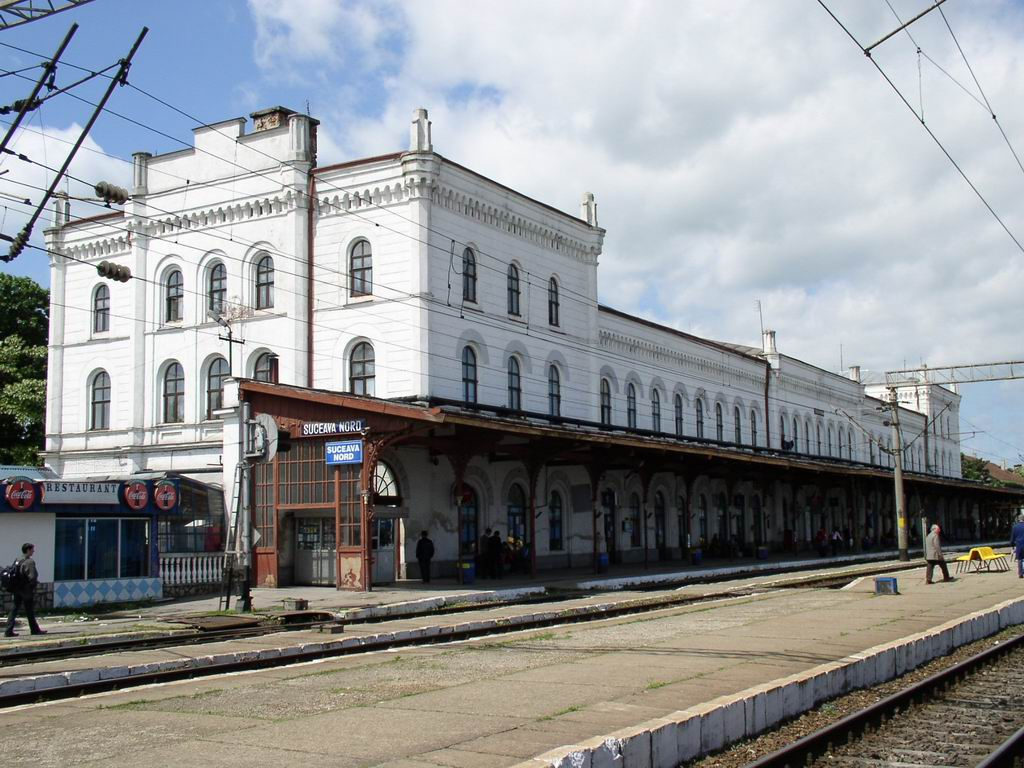
Vedere cu peronul și clădirea gării dinspre est

După Unirea Bucovinei cu România, satul Ițcani a devenit parte a Regatului României, iar pichetul de grăniceri s-a desființat. În perioada interbelică, gara era trecută în nomenclatorul CFR sub denumirea de Gara Ițcani. În anul 1939, denumirea Gării Ițcani s-a schimbat în cea de „Aron Pumnul”, revenindu-se la denumirea inițială abia în 1944.
Gara Suceava Nord a avut o perioadă de glorie în anii '50–'60 ai secolului al XX-lea, ea fiind renovată și adaptată cerințelor vremii. Pentru o perioadă, aici a funcționat și un cinematograf. Începând din anul 1963 denumirea gării a fost schimbată în cea de Stația CFR Suceava Nord.
Deoarece Gara Burdujeni se degradase fizic, în anul 1999 au fost începute lucrări de consolidare care trebuiau finalizate în anul 2001. Lucrările au durat până în noiembrie 2006, fiind întârziate din cauza lipsei fondurilor. Toate trenurile care opreau în Gara Suceava, au fost direcționate în această perioadă către gara din Ițcani.
La data de 11 septembrie 2007, în Gara Ițcani s-a turnat o secvență din filmul Călătoria lui Gruber, în regia lui Radu Gabrea. În secvența respectivă, un corespondent de război italian (interpretat de Florin Piersic Junior), însoțit de un ofițer neamț (interpretat de către actorul german Udo Shenk), coboară din tren și este condus la o mașină de epocă marca Mercedes de un comandant al Armatei Române, de un servilism dus la extrem (interpretat de Claudiu Bleonț). Alături de actori, au mai apărut în film și 20 de tineri figuranți suceveni care au interpretat pentru o zi roluri de soldați, măturători sau florari, fiind retribuiți cu câte 30 de lei. A fost aleasă această gară datorită arhitecturii asemănătoare cu cea pe care o are Gara Iași, aflată în reconstrucție în acea perioadă.

## Degradarea gării și proiecte de restaurare

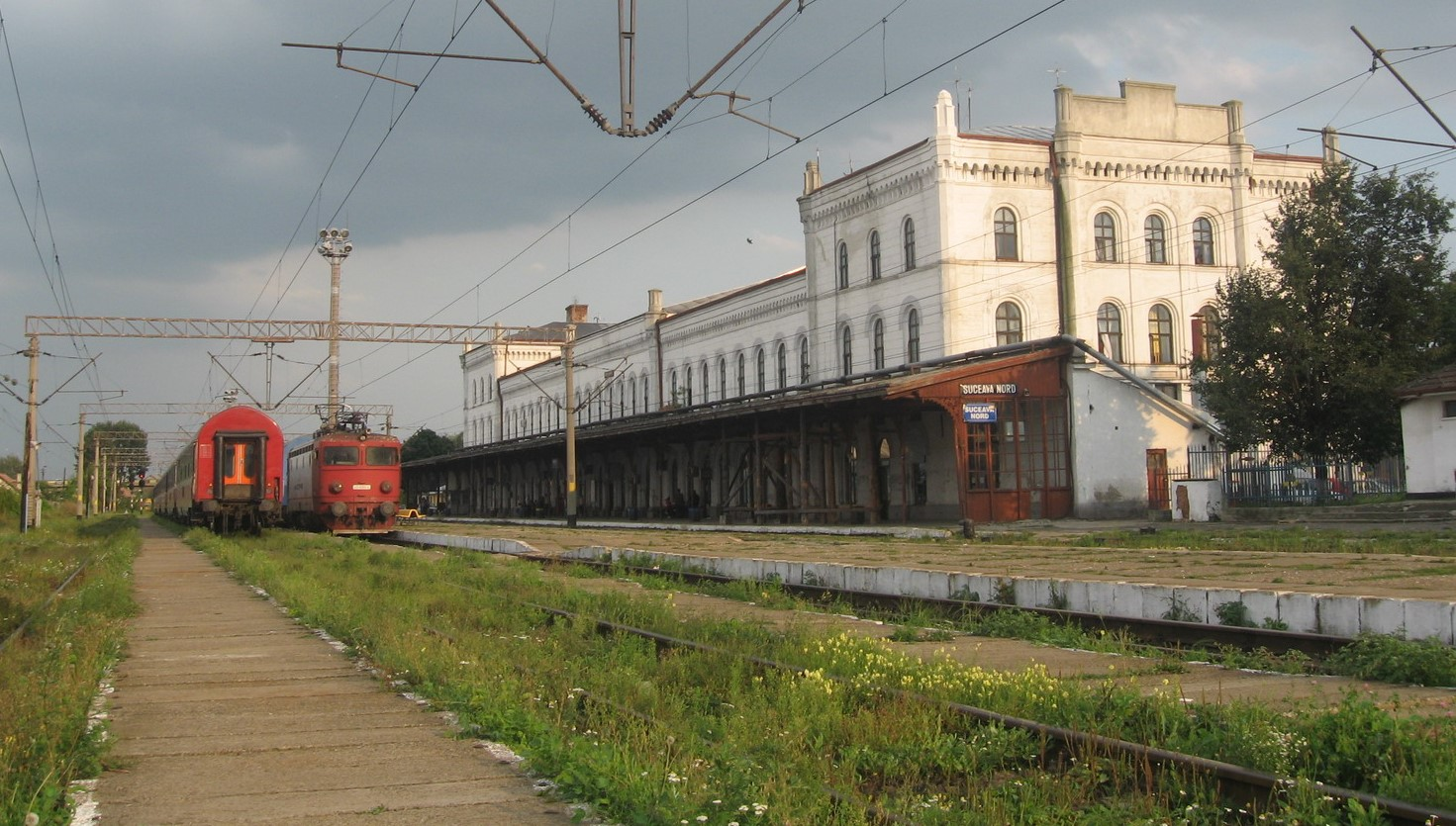
Vedere cu peronul și clădirea gării dinspre vest

În anul 1990 treceau prin Gara Ițcani în jur de 80 de trenuri, pentru ca în 2009 să figureze în Mersul trenurilor doar 52 de garnituri de călători. Începând din decembrie 2009 alte șapte rute feroviare au fost desființate.
În anii mai recenți, pe măsură ce numărul trenurilor care treceau pe aici s-a tot împuținat, Gara Suceava Nord a început să se degradeze. Activitățile economice desfășurate în clădirea gării (chioșcuri alimentare, baruri, chioșcuri de ziare) s-au închis, spațiile dezafectate au fost invadate de gunoaie și de câini vagabonzi, toaleta a fost închisă, sala de așteptare s-a umplut de purici, tencuiala a căzut de pe ziduri pe unele porțiuni, geamurile au început să fie sparte, acoperișul și burlanele au fost sparte la rândul lor și în interior ploua. Drept consecință, a existat un proiect de renovare a Gării Ițcani. Proiectul includea lucrări de consolidare la plafon, care a fost deteriorat de ploi și ninsori. A fost văruită clădirea și au fost vopsite peronul și băncile din sala de așteptare. Cu toate acestea, în incinta gării a mai rămas funcțională doar o singură casă de bilete.
În urma articolelor de presă din martie 2010, primarul municipiului Suceava, Ion Lungu, a anunțat că va purta discuții atât la Regionala CFR Iași, cât și la Ministerul Transporturilor, pentru a fi găsite soluții de salvare a Gării Suceava Nord. El nu a exclus nici varianta unei asocieri cu Regionala CFR Iași, pentru a administra această clădire.
Ploile violente și vântul puternic din după-amiaza zilei de 23 mai 2010 au smuls 250 de metri pătrați din acoperișul de tablă de pe clădirea gării. Tabla a căzut la baza clădirii, dar nu a produs victime, deoarece pe peron nu era niciun călător. Sosit la fața locului, primarul Ion Lungu a afirmat că el a sesizat anterior conducerea Regionalei CFR Iași asupra necesității restaurării clădirii monument a Gării Suceava Nord, aflată în administrarea Societății Naționale a Căilor Ferate Române (SNCFR), dar că nu a primit de la aceasta nici un răspuns.
După ce starea de degradare a gării monument istoric a fost semnalată administratorilor clădirii, în 2016 conducerea Regionalei CFR Iași a anunțat că va începe restaurarea edificiului. Muncitorii au reușit să refacă, în mare parte, fațada peretelui de la stradă, au înlocuit o parte a tâmplăriei și învelitoarea acoperișului. Însă doi ani mai târziu, lucrările au fost sistate, iar cele executate au început să se degradeze. Muncitorii au părăsit șantierul pentru că documentația pentru restaurare trebuia actualizată.
„Gara arată mai bine ca o ruină. Arătă mai rău decât atunci când avea și peronul. Dacă o privim, ne putem imagina că suntem prin 1943 când au fost și bombardamente, probabil, și în Suceava. Restaurarea a început în 2016, pe la începutul anului, cu puțină lume. A continuat în 2017 cu ceva mai multe forțe, însă la sfârșitul anului s-a făcut o oarecare sistare. S-a mai lucrat în primăvara lui 2018, după care SNCFR a constatat că documentația tehnică pe care lucra era învechită și a decis să o refacă. De atunci, lucrările au fost oprite și nu s-au mai reluat, iar cele executate deja s-au degradat.”—Arhitect Viorel Blănaru

## Legături feroviare
În prezent, Gara Ițcani este înscrisă în nomenclatorul Căilor Ferate Române sub denumirea de Stația CFR Suceava Nord, fiind legată la Magistrala CFR 500 (București Nord–Vicșani) și la calea ferată 502 (Suceava–Vatra Dornei–Ilva Mică). Deservește traficul de călători și mărfuri spre orașe importante ale țării (București, Iași, Cluj-Napoca etc.), pe plan local (Cacica, Rădăuți, Putna), precum și cel internațional către Ucraina și Rusia.

## Imagini

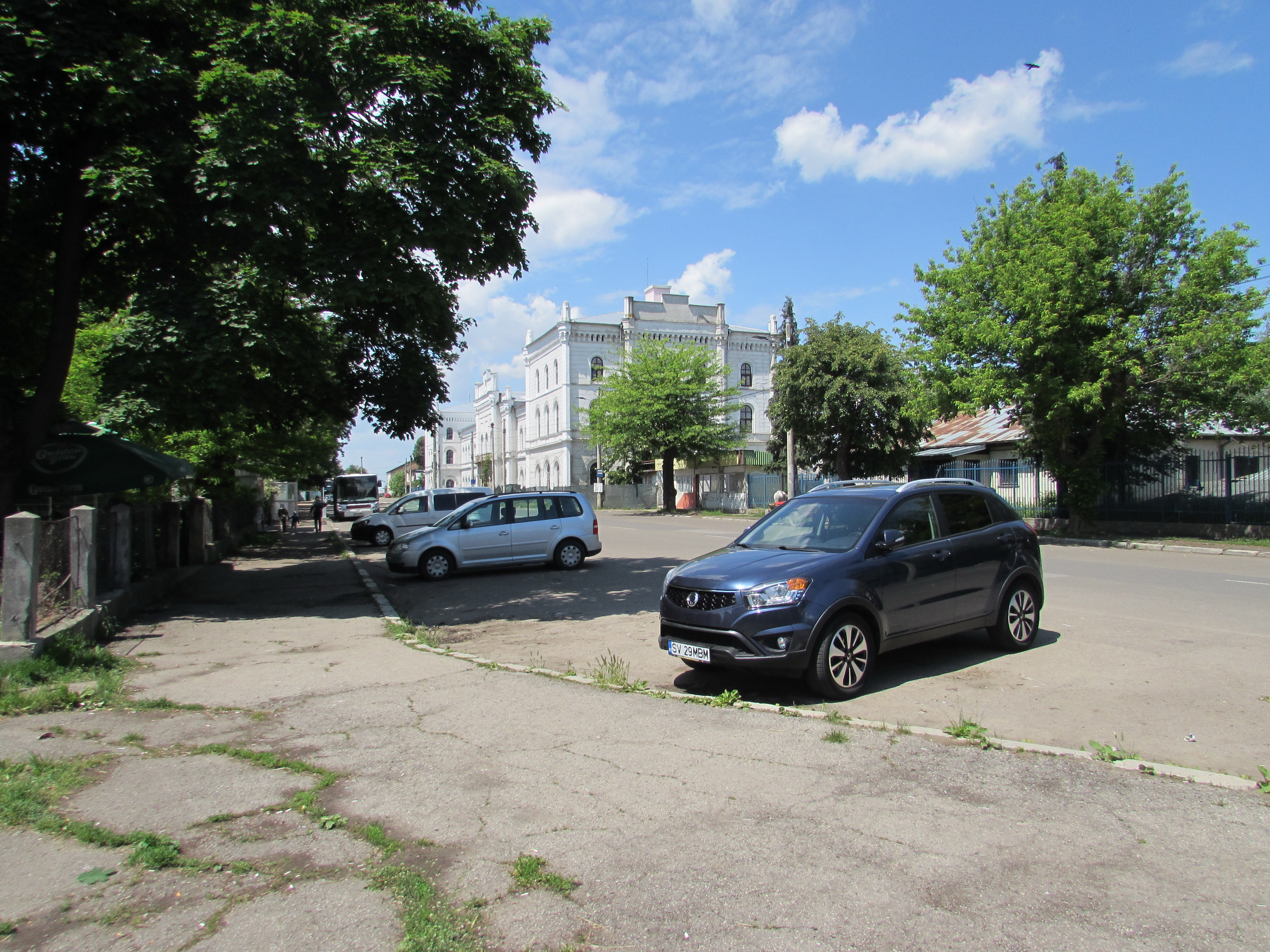
Strada Gării, în plan depărtat se observă clădirea Gării Ițcani
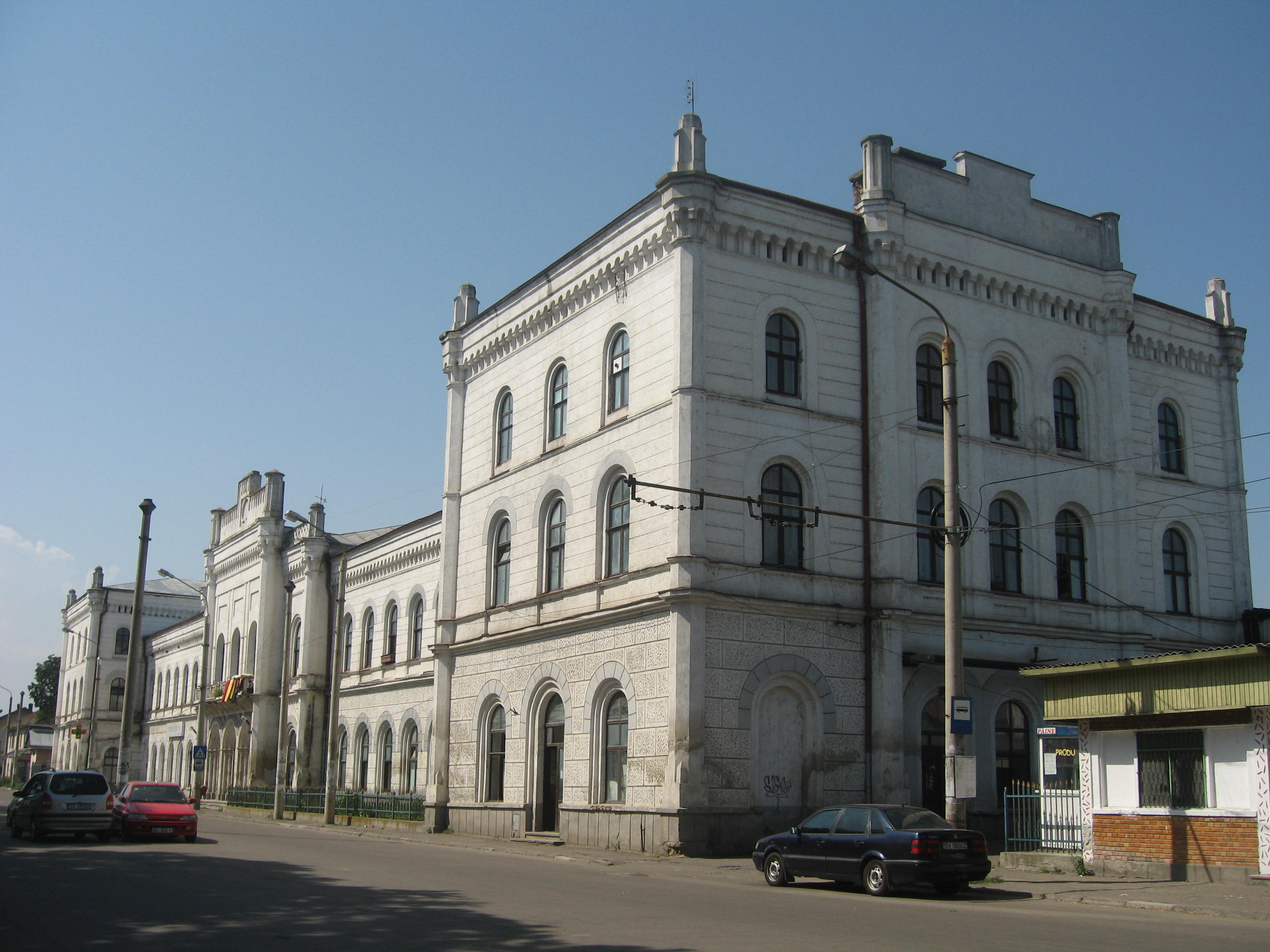
Clădirea gării văzută din spate
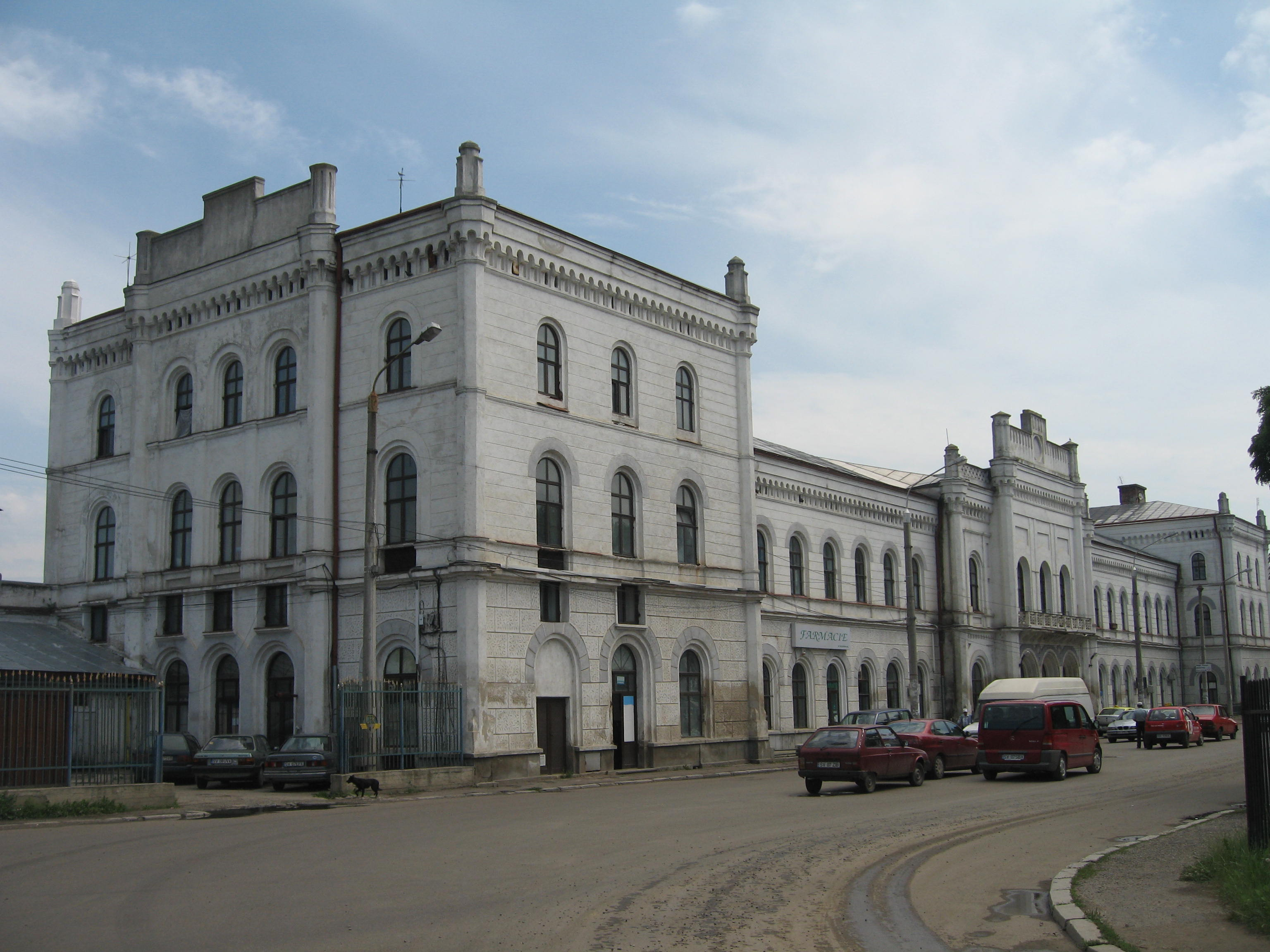
Clădirea gării văzută din spate
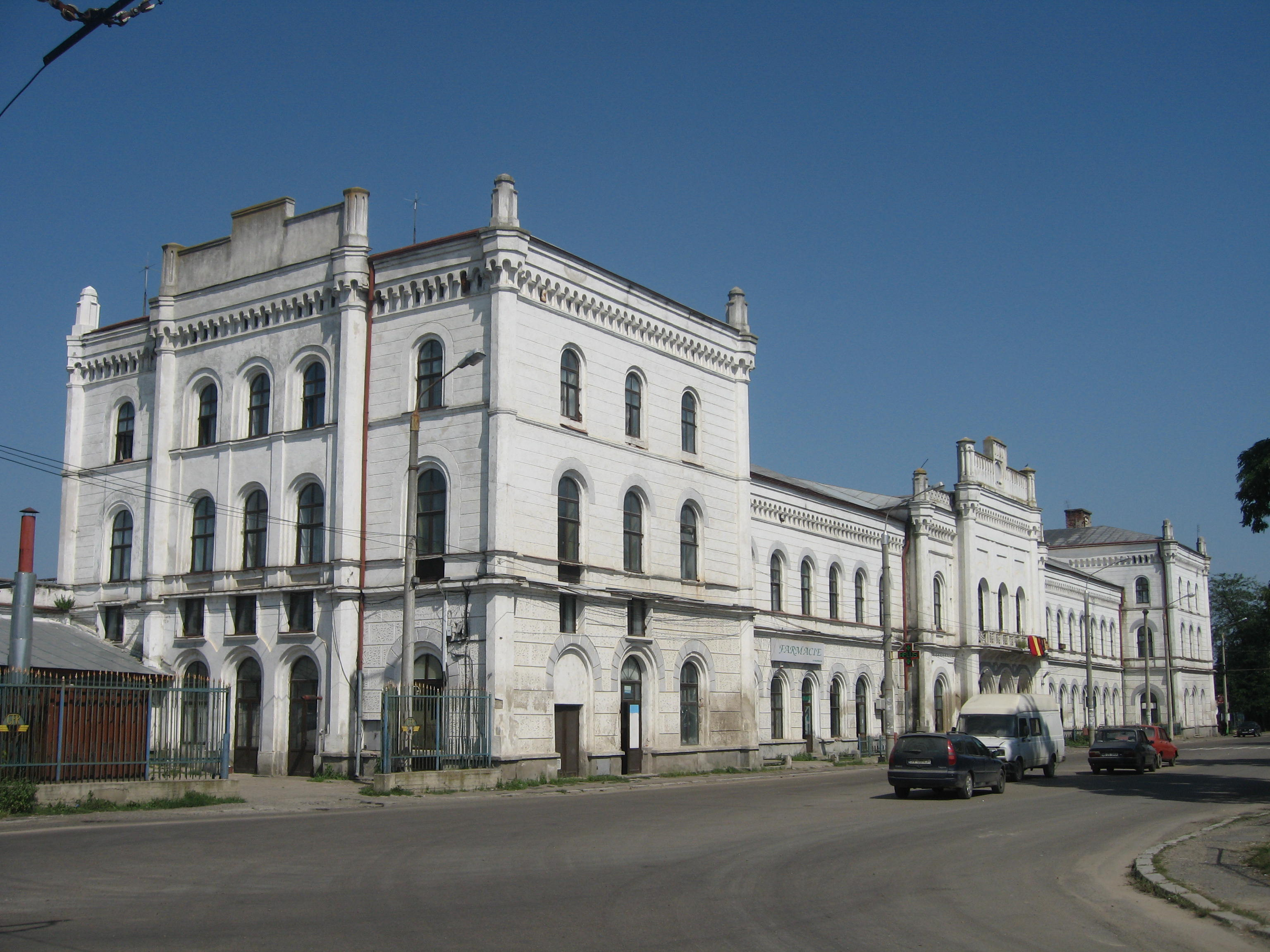
Clădirea gării văzută din spate
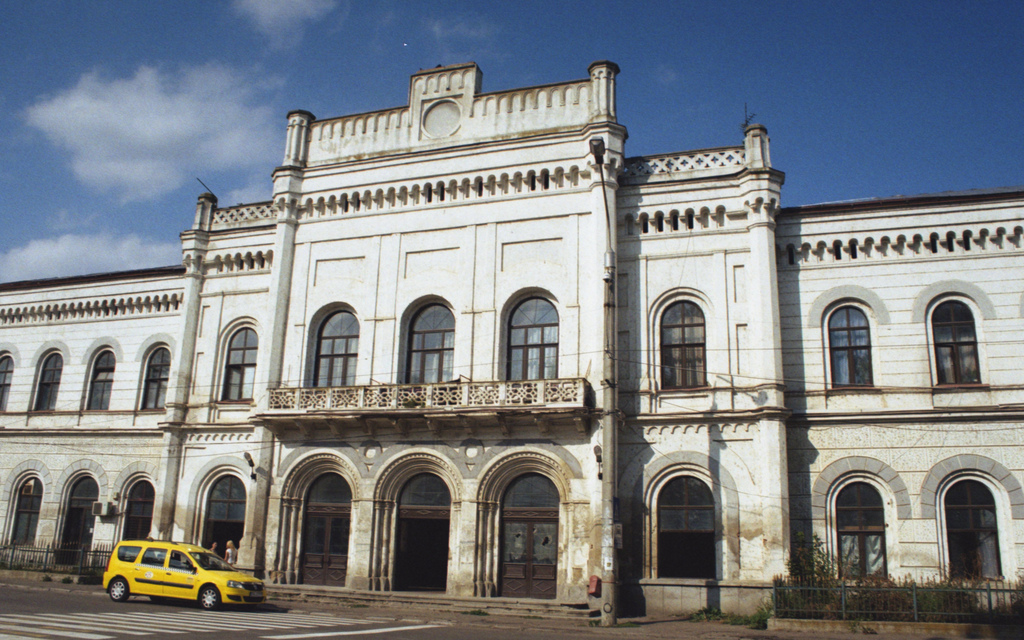
Corpul central al gării, cu intrarea principală
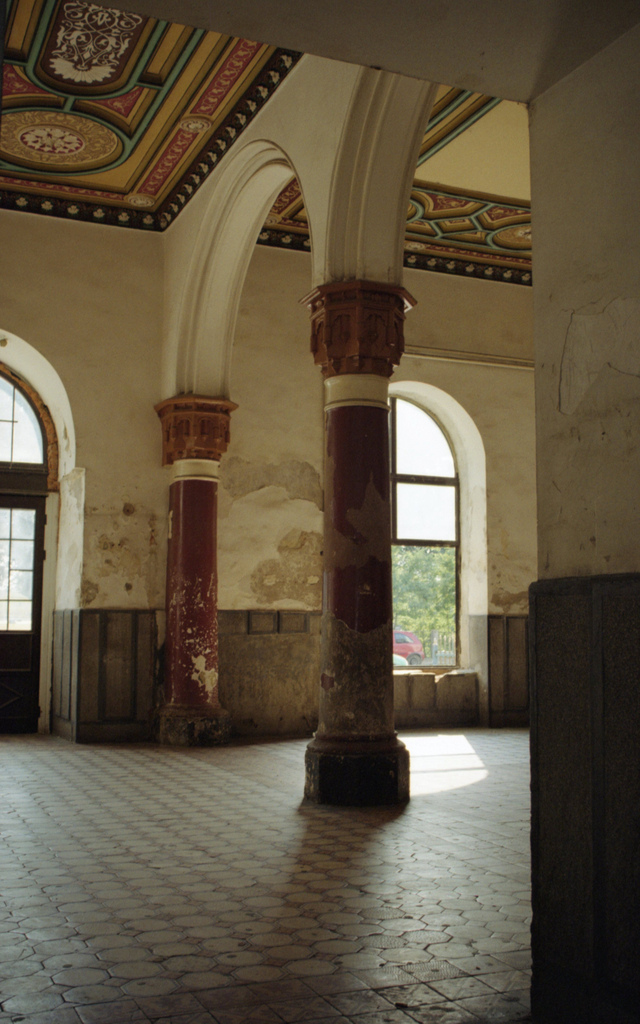
Holul interior principal
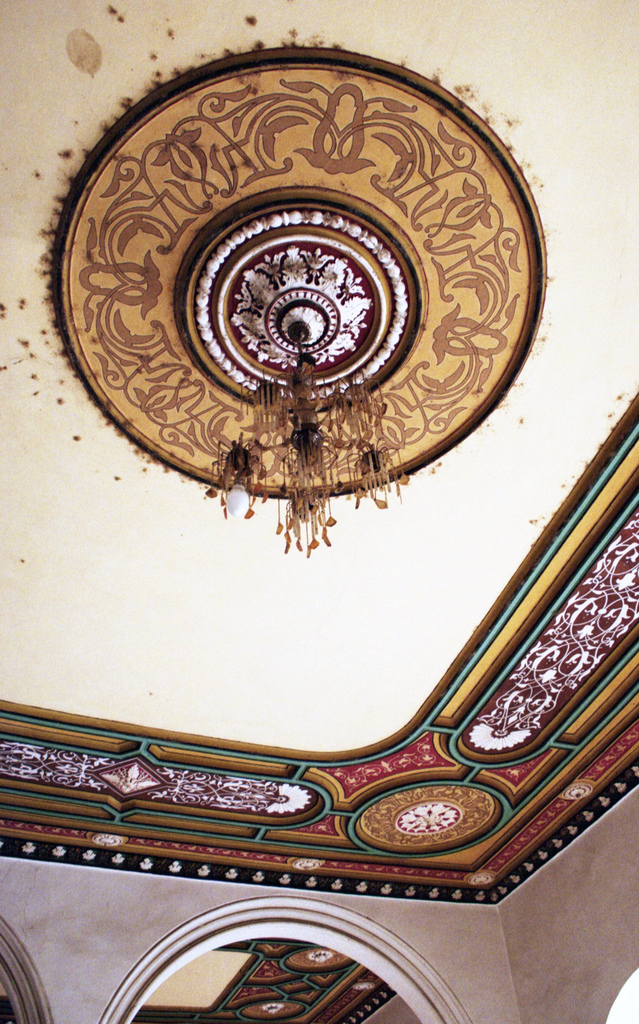
Tavanul holului interior principal
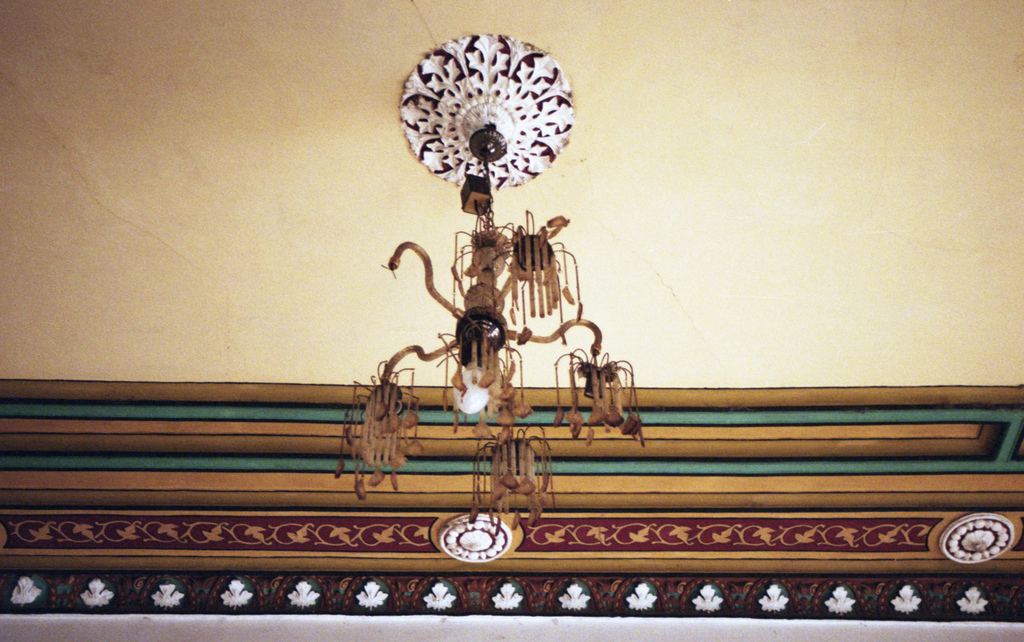
Tavanul holului interior principal
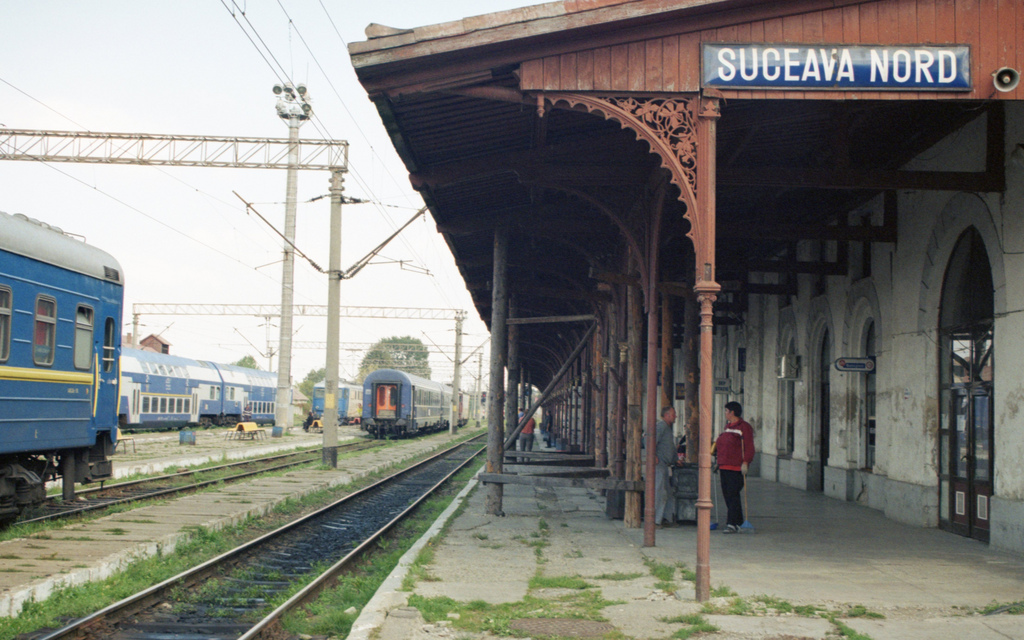
Peronul gării
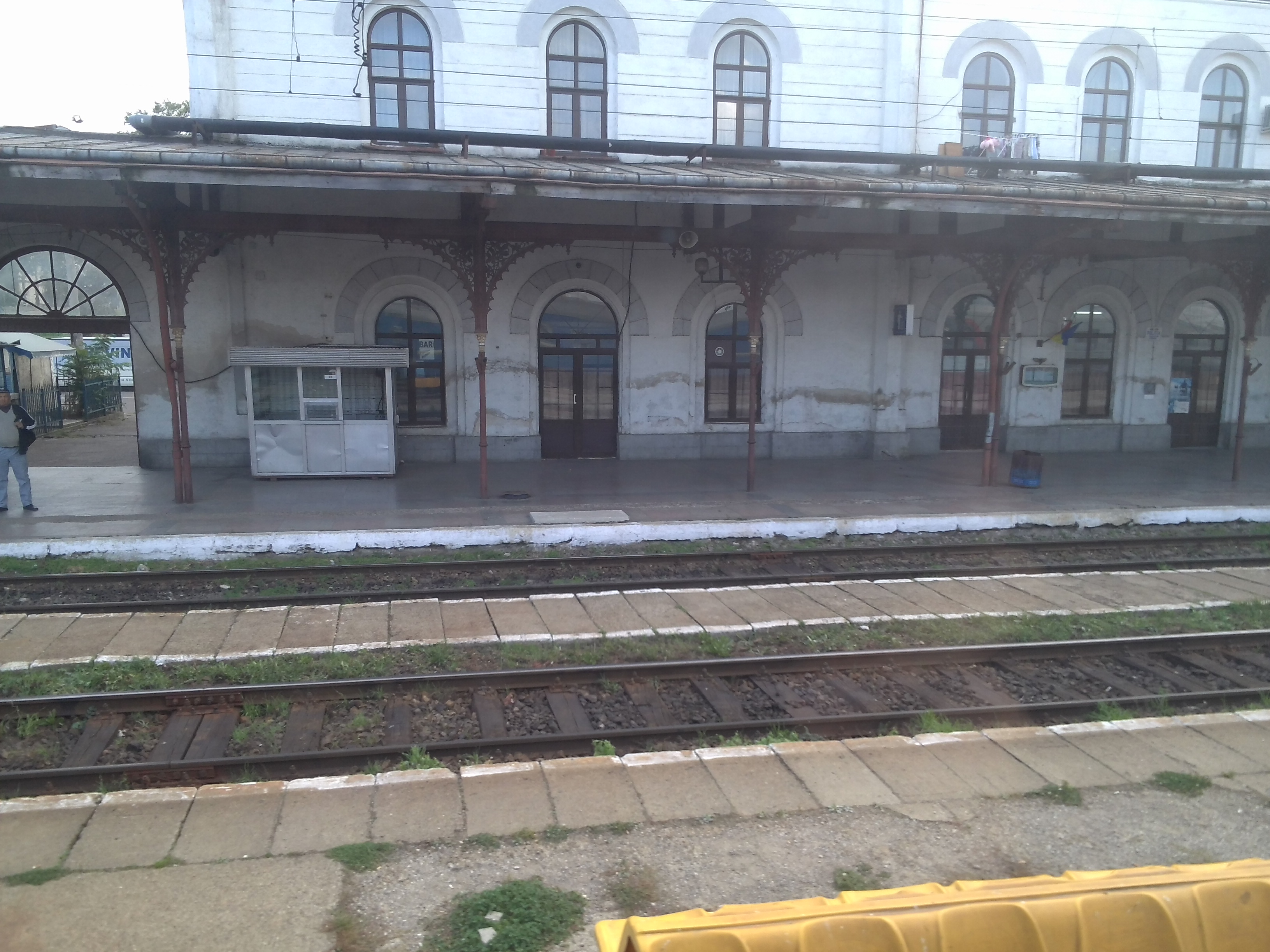
Peronul gării
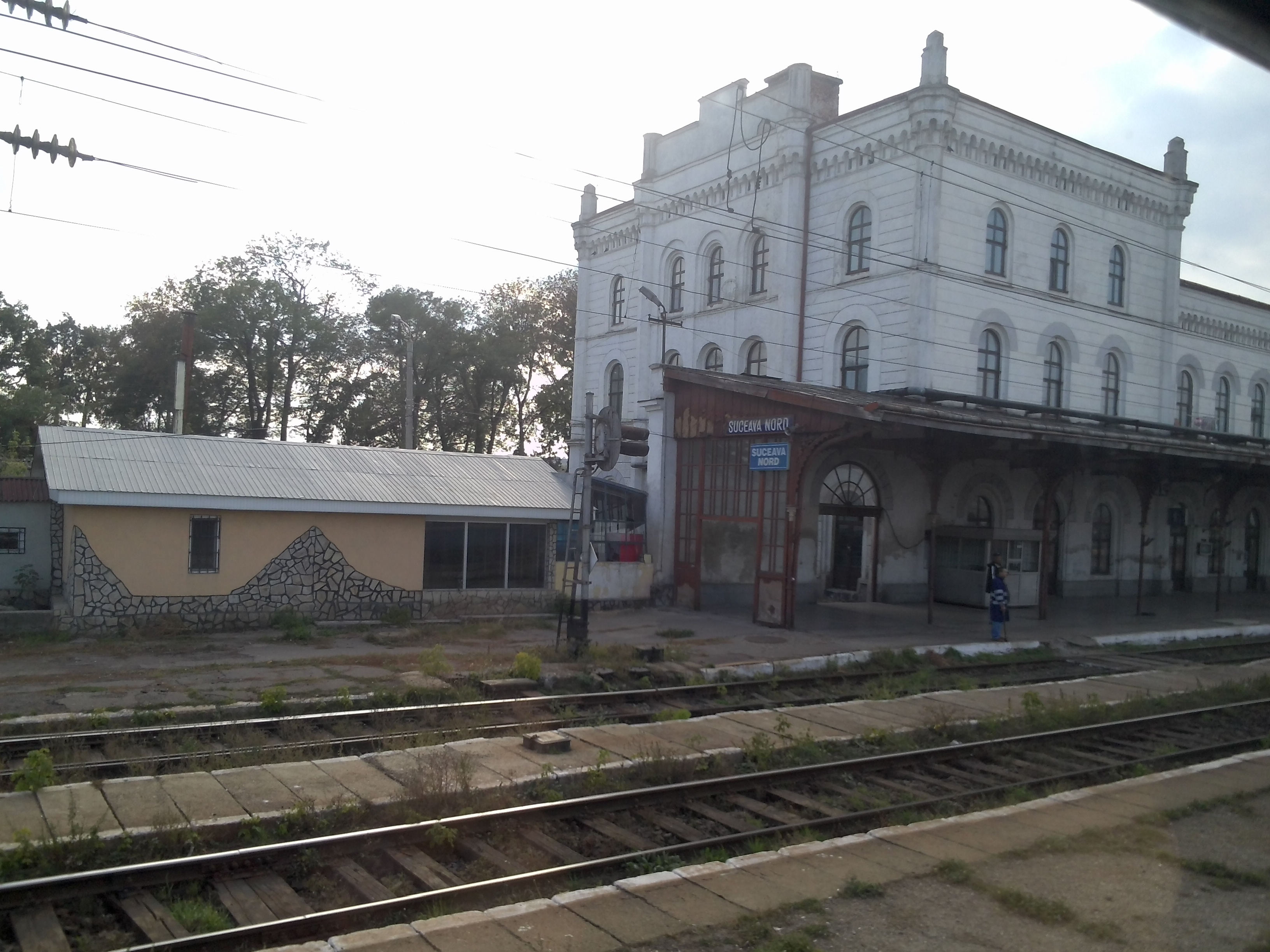
Peronul gării